# Relações entre Iémen e Israel

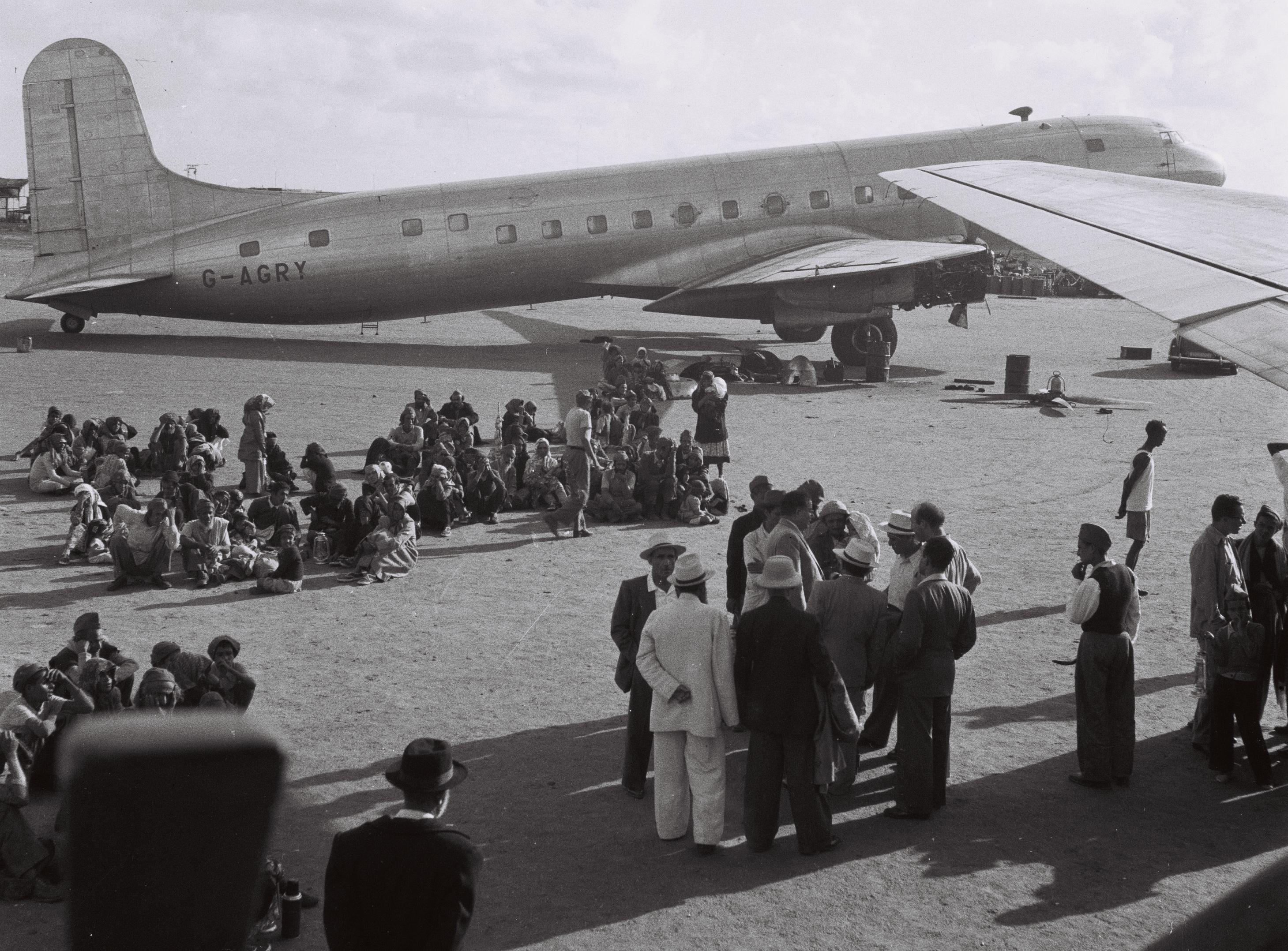
Diversos grupos de judeus iemenitas esperam no aeroporto de Áden para serem levados para Israel, em 1949.

As relações entre Iémen (português europeu) ou Iêmen (português brasileiro) e Israel referem-se às relações bilaterais entre a República do Iémen e o Estado de Israel. Ambos não possuem relações diplomáticas, e as relações entre os dois países geralmente têm sido muito tensas nas últimas décadas. As pessoas com um passaporte israelense ou qualquer outro com o carimbo de Israel não podem entrar em território iemenita, e o Iémen é definido como uma "nação inimiga" pela lei israelense.
Há cem anos, cerca de 50 mil judeus conviviam pacificamente com a maioria muçulmana, que atualmente ultrapassa os 23 milhões, mas após a criação do Estado de Israel, em 1948, vários deles exilaram-se em outros países, e os que permaneceram passaram a ser vítimas de constantes ataques. A comunidade judaica do Iémen é uma das poucas que manteve suas sinagogas intactas e funcionando.
Entre 1949 e 1950, Israel realizou 380 viagens de avião secretas para resgatar os judeus que viviam no Iémen. Este evento ficou amplamente conhecido como a Operação Tapete Mágico.
Os judeus iemenitas chegaram a Israel com pouca preparação para a vida em um estado industrial. Nenhum deles possuía uma educação moderna ou formação técnica. Eles tinham uma ética de trabalho muito forte, no entanto, e disponibilidade em assumir outros postos de trabalho que outros poderiam considerar humilhante.